# サヨナラ (MCUの曲)
「サヨナラ」は、日本のヒップホップソロMC、MCUのメジャー6枚目のシングル。発売元はBMG JAPAN。

## 概要
- 2007年5月23日に発売の通算7枚目のシングル（featuring無しだと4枚目）。
- 「nukumori」「omoide」に続くセツナソング3部作の最終章となっている。
- 2007年4月23日のTOKYO FM『やまだひさしのラジアンリミテッドDX』にて「サヨナラ」が初オンエアされた。

## 収録曲
1. サヨナラ
words:MCU music:MCU/北浦正尚 arrangement:NAOKI-T
2. DEAR
words:MCU music:MCU/北浦正尚 arrangement:北浦正尚 Chorus:RICCA
3. omoide LOW JACK remix
words:MCU music:MCU/北浦正尚

## タイアップ
- 「サヨナラ」、TBS系『ランク王国』4・5月度エンディング・テーマ。

## 楽曲の収録アルバム
- A.K.A（2007年）